# Canção ao Lado
Canção ao Lado é o álbum de estreia da banda portuguesa Deolinda lançado a 21 de Abril de 2008. Dupla platina em Portugal, vendeu mais de 50 mil discos. Em Abril de 2009 o álbum chegou ao 8º lugar de vendas pela World Music Charts Europe.
Ficou em 10ª lugar nas preferências dos ouvintes da rádio Antena 3, numa votação levada a cabo por esta estação em Abril de 2009, na qual se perguntava qual seria o melhor álbum de música portuguesa editado entre 1994 e 2009, tendo como base uma lista de 100 álbuns lançados nesse período.
| Críticas profissionais                                                      | Críticas profissionais |
| Avaliações da crítica                                                       | Avaliações da crítica  |
| Fonte                                                                       | Avaliação              |
| --------------------------------------------------------------------------- | ---------------------- |
| Blitz                                                                       | (sem nota)             |
| Disco Digital                                                               | (sem nota)             |
| Esta tabela precisa de ser acompanhada por texto em prosa. Consulte o guia. |                        |

## Faixas
1. Mal Por Mal
2. Fado Toninho
3. Não Sei Falar De Amor
4. Contado Ninguém Acredita
5. Eu Tenho Um Melro
6. Movimento Perpétuo Associativo
7. O Fado Não É Mau
8. Lisboa Não É A Cidade Perfeita
9. Fon-Fon-Fon
10. Fado Castigo
11. Ai Rapaz
12. Canção Ao Lado
13. Garçonete Da Casa De Fado
14. Clandestino

## Formação
- Ana Bacalhau (voz),
- Pedro da Silva Martins (composição, textos, guitarra clássica e voz),
- José Pedro Leitão (contrabaixo e voz),
- Luís José Martins (guitarra clássica, ukelele, cavaquinho, guitalele, viola braguesa e voz)